# Äänekoski
Äänekoski è una città finlandese di 18120 abitanti, situata nella regione della Finlandia Centrale, a nord della città di Jyväskylä. 

## Società

### Evoluzione demografica
La municipalità ha una popolazione di circa 20 000 abitanti e copre un'area di 884,7 km² della quale 253,82 km² è acqua. La densità di popolazione è 23 abitanti per km²; la cittadina rappresenta un importante centro per i villaggi dei dintorni in quanto è sede di scuole e piccole industrie.
In passato l'economia della cittadina era basata sul legname, e vi si trova una grande industria cartaria inaugurata nel 1985.
È un comune di sola lingua finlandese.
Nel 2004 vi accadde uno dei peggiori incidenti stradali mai registrati in Finlandia, conosciuto come il disastro dell'autobus di Äänekoski.